# Пасарелл, Чарли
Чарли Пасаре́лл (англ. Charlie Pasarell; р. 12 февраля 1944, Сантурсе, Пуэрто-Рико) — американский теннисист и спортивный функционер.
- Обладатель Кубка Дэвиса (1968) в составе сборной США
- Четырёхкратный финалист турниров Большого шлема в мужском парном разряде
- Сооснователь Ассоциации теннисистов-профессионалов и Национальной юниорской теннисной лиги США
- Член Международного зала теннисной славы с 2013 года

## Спортивная карьера
Чарли Пасарелл-младший, или Чарлито, начал играть в теннис у себя на родине, в Пуэрто-Рико. Его отец, Большой Чарли Пасарелл, сам был сильным теннисистом и участвовал в чемпионатах США. Первым тренером Чарлито стал финалист чемпионата США 1939 года Уэлби ван Хорн. В 12 лет Чарлито уже встретился на корте с одним из своих главных будущих соперников и партнёров: в четвертьфинале юниорского турнира Orange Bowl на его пути стал чернокожий американец Артур Эш. Этот матч Пасарелл выиграл, а в будущем ненадолго стал первой ракеткой США, но в дальнейшем Эш затмил его на корте.
Любительская карьера Чарли Пасарелла продолжалась до начала 1968 года. За это время он выиграл больше десятка турниров в одиночном разряде, в том числе дважды (в 1966 и 1967 годах) — чемпионат США в помещениях. В 1965 году он стал финалистом чемпионата США в парном разряде, а в 1966 году, во время учёбы в Калифорнийском университете, — чемпионом Северной Америки среди студентов в одиночном и парном разрядах. По итогам 1967 года он был назван первой ракеткой США (в этой иерархии, составляемой Ассоциацией тенниса США, не учитывались теннисисты-профессионалы). В 1968 году он был членом сборной команды США, в итоге завоевавшей Кубок Дэвиса, хотя в финальном матче и не играл: к этому моменту он стал профессионалом, а на игры Кубка Дэвиса в это время допускались только любители.
Переход Пасарелла в профессионалы совпал с началом Открытой эры в теннисе, когда на одни и те же турниры стали допускать и любителей и профессионалов. Этот шаг, заложивший основу будущей административной карьеры Пасарелла (см. Вклад в развитие тенниса), в то же время существенно осложнил ему жизнь на корте. Если Артур Эш удачно вписался в новые рамки, то успехи Пасарелла в одиночном разряде после начала Открытой эры сошли на нет: с 1968 года он выиграл всего два турнира и шесть раз проигрывал в финалах. Ещё одним его достижением стал выход в четвертьфинал Уимблдонского турнира 1976 года после побед над Виджаем Амритраджем, Адриано Панаттой и Филом Дентом, но самый известный его матч в одиночном разряде в этот период был сыгран в первом круге этого же турнира в 1969 году. В этом матче Пасарелл играл против ветерана-профессионала Панчо Гонсалеса, которому уже исполнился тогда 41 год. Марафонский матч растянулся на два дня, чистое игровое время составило больше пяти часов, и Пасарелл, выиграв первые два сета со счётом 24-22, 6-1 и не реализовав семь матч-болов, проиграл три следующих сета 14-16, 3-6, 9-11. По продолжительности этот матч оставался рекордным для Уимблдона на протяжении более чем 40 лет, пока новый рекорд не был установлен в игре 2010 года между Джоном Изнером и Николя Маю.
В парном разряде, однако, Пасарелл продолжал выступать достаточно успешно, побывав в финалах трёх турниров Большого шлема (в том числе один раз вместе с Эшем), а всего за десять лет сыграв в 23 финалах и выиграв пять из них. В 1974 году он, вернувшись в состав сборной США в Кубке Дэвиса, принёс ей в паре с Эриком ван Дилленом единственное очко в сенсационно проигранном матче против команды Колумбии. Два последних финала в парном разряде (один из них — на январском Открытом чемпионате Австралии) Пасарелл провёл в 1977 году, но продолжал регулярные выступления до осени 1979 года, ещё раз вернувшись на корт в 36 лет, на Открытом чемпионате США 1980 года, где с ещё одним партнёром-соперником Кларком Гребнером дошёл до третьего круга.

## Участие в финалах турниров Большого шлема в мужском парном разряде (4)
Поражения (4)
| Год  | Турнир                       | Покрытие | Партнёр         | Соперники в финале      | Счёт в финале        |
| ---- | ---------------------------- | -------- | --------------- | ----------------------- | -------------------- |
| 1965 | Чемпионат США                | Трава    | Фрэнк Фрёлинг   | Фред Столл Рой Эмерсон  | 4-6, 12-10, 5-7, 3-6 |
| 1969 | Открытый чемпионат США (2)   | Трава    | Деннис Ралстон  | Кен Розуолл Фред Столл  | 6-2, 5-7, 11-13, 3-6 |
| 1970 | Открытый чемпионат Франции   | Грунт    | Артур Эш        | Илие Нэстасе Ион Цириак | 2-6, 4-6, 3-6        |
| 1977 | Открытый чемпионат Австралии | Трава    | Эрик ван Диллен | Тони Роч Артур Эш       | 4-6, 4-6             |

## Участие в финалах турниров с начала Открытой эры (31)

### Одиночный разряд (8)
| №  | Дата        | Турнир                  | Покрытие | Соперник в финале | Счёт в финале           |
| -- | ----------- | ----------------------- | -------- | ----------------- | ----------------------- |
| 1. | 4 авг 1968  | Ориндж, Нью-Джерси, США |          | Кларк Гребнер     | 3-6, 4-6, 6-2, 6-3, 6-4 |
| 2. | 12 окт 1971 | Нью-Йорк, США           |          | Панчо Гонсалес    | 4-6, 6-2, 6-2           |

| №  | Дата        | Турнир                | Покрытие | Соперник в финале | Счёт в финале           |
| -- | ----------- | --------------------- | -------- | ----------------- | ----------------------- |
| 1. | Март 1969   | Нью-Йорк, США         |          | Кларк Гребнер     | 2-6, 2-6                |
| 2. | 13 апр 1969 | Сан-Хуан, Пуэрто-Рико |          | Артур Эш          | 7-5, 7-5, 0-6, 4-6, 3-6 |
| 3. | 18 окт 1970 | Денвер, США           |          | Артур Эш          | 2-6, 6-5, 3-6           |
| 4. | 5 авг 1973  | Колумбус, Огайо, США  | Хард     | Джимми Коннорс    | 6-3, 3-6, 3-6           |
| 5. | 29 окт 1973 | Гонконг               | Хард     | Род Лейвер        | 3-6, 6-3, 2-6, 2-6      |
| 6. | 10 мар 1973 | Сан-Паулу, Бразилия   | Ковёр    | Род Лейвер        | 4-6, 4-6                |

### Парный разряд (23)
| №  | Дата        | Турнир                    | Покрытие | Партнёр         | Соперники в финале           | Счёт в финале |
| -- | ----------- | ------------------------- | -------- | --------------- | ---------------------------- | ------------- |
| 1. | 3 мар 1974  | Карлсбад, Калифорния, США | Хард     | Кларк Гребнер   | Деннис Ралстон Рой Эмерсон   | 6-4, 6-7, 7-5 |
| 2. | 30 мар 1974 | Тусон, Аризона, США       | Хард     | Шервуд Стюарт   | Мануэль Орантес Том Эдлефсен | 6-4, 6-4      |
| 3. | 17 июн 1974 | Ноттингем, Великобритания | Трава    | Эрик ван Диллен | Боб Лутц Стэн Смит           | 9-7, 6-3      |
| 4. | 16 июн 1975 | Ноттингем (2)             | Трава    | Роско Таннер    | Том Оккер Марти Риссен       | 6-2, 6-3      |
| 5. | 10 мая 1976 | Лас-Вегас, США            | Хард     | Артур Эш        | Боб Лутц Стэн Смит           | 6-4, 6-2      |

| №   | Дата        | Турнир                                 | Покрытие | Партнёр         | Соперники в финале             | Счёт в финале        |
| --- | ----------- | -------------------------------------- | -------- | --------------- | ------------------------------ | -------------------- |
| 1.  | 19 июл 1969 | Цинциннати, США                        | Грунт    | Артур Эш        | Боб Лутц Стэн Смит             | 3-6, 4-6             |
| 2.  | 7 сен 1969  | Открытый чемпионат США, Нью-Йорк       | Трава    | Деннис Ралстон  | Кен Розуолл Фред Столл         | 6-2, 5-7, 11-13, 3-6 |
| 3.  | 7 июн 1970  | Открытый чемпионат Франции, Париж      | Грунт    | Артур Эш        | Илие Нэстасе Ион Цириак        | 2-6, 4-6, 3-6        |
| 4.  | 20 июн 1970 | Лондон, Великобритания                 | Трава    | Артур Эш        | Том Оккер Марти Риссен         | 4-6, 4-6             |
| 5.  | 17 окт 1970 | Финикс, США                            | Хард     | Ян Кодеш        | Дик Крили Рэй Раффлз           | 6-7, 3-6             |
| 6.  | 1 мая 1971  | Даллас, США                            | Ковёр    | Боб Лутц        | Том Оккер Марти Риссен         | 3-6, 4-6             |
| 7.  | 13 авг 1972 | Кливленд, США                          | Хард     | Фрэнк Фрёлинг   | Клифф Дрисдейл Роджер Тейлор   | 6-7, 3-6             |
| 8.  | 5 авг 1973  | Колумбус, Огайо, США                   | Хард     | Колин Дибли     | Джеральд Баттрик Грэм Ституэлл | 4-6, 6-7             |
| 9.  | 4 фев 1974  | Сент-Питерсберг, Флорида, США          | Хард     | Кларк Гребнер   | Оуэн Дэвидсон Джон Ньюкомб     | 6-4, 3-6, 4-6        |
| 10. | 3 фев 1975  | Сент-Питерсберг (2)                    | Хард     | Роско Таннер    | Брайан Готтфрид Рауль Рамирес  | 4-6, 4-6             |
| 11. | 17 фев 1975 | Карлсбад, Калифорния, США              | Хард     | Роско Таннер    | Брайан Готтфрид Рауль Рамирес  | 5-7, 4-6             |
| 12. | 6 ноя 1975  | Стокгольм, Швеция                      | Хард (i) | Роско Таннер    | Фрю Макмиллан Боб Хьюитт       | 6-3, 3-6, 4-6        |
| 13. | 8 фев 1976  | Дейтон, Огайо, США                     | Ковёр    | Хайме Фильоль   | Рэй Раффлз Шервуд Стюарт       | 2-6, 6-3, 5-7        |
| 14. | 30 мар 1976 | Сан-Паулу, Бразилия                    | Ковёр    | Аллан Стоун     | Росс Кейс Джефф Мастерс        | 5-6, 1-6             |
| 15. | 6 апр 1976  | Хьюстон, США                           | Грунт    | Аллан Стоун     | Род Лейвер Кен Розуолл         | 4-6, 2-6             |
| 16. | 20 сен 1976 | Лос-Анджелес, США                      | Ковёр    | Артур Эш        | Боб Лутц Стэн Смит             | 2-6, 6-3, 3-6        |
| 17. | 1 янв 1977  | Открытый чемпионат Австралии, Мельбурн | Трава    | Эрик ван Диллен | Тони Роч Артур Эш              | 4-6, 4-6             |
| 18. | 8 мар 1977  | Открытый чемпионат ЮАР, Йоханнесбург   | Хард     | Эрик ван Диллен | Фрю Макмиллан Боб Хьюитт       | 2-6, 0-6             |

## Вклад в развитие тенниса
Вскоре после перехода в профессионалы Чарли Пасарелл начал уделять внимание не только собственным выступлениям на корте, но и развитию тенниса в целом. Уже в 1969 году Чарли, Артур Эш и Шеридан Снайдер основали Национальную юниорскую теннисную лигу США. Задачей новой организации было привлечение детей из проблемных семей и районов к спорту, предоставление им возможности продолжать учёбу в школе и отвлечение их от уличной криминальной активности. Национальная юниорская лига остаётся до настоящего времени самой массовой теннисной организацией в США, насчитывая более 950 филиалов по всей стране.
В 1971 году Пасарелл, подписавший к этому времени контракт с профессиональным туром World Championship Tennis (WCT), стал одним из основателей Ассоциации теннисистов-профессионалов (АТР), задачей которой было выражение интересов игроков в формировании правил и календаря турниров в первые годы Открытой эры. С 1971 по 1982 год Пасарелл оставался членом совета директоров новой ассоциации, в 1980 году заняв пост её вице-президента. С 1985 года он представлял интересы игроков в Международном совете по мужскому профессиональному теннису.
В 1981 году Пасарелл, постоянно проживающий в Калифорнии (его жена, Шайрин, — местная уроженка), был включён в административный штат профессионального турнира в Ла-Квинте, а на следующий год занял пост его генерального директора. Он продолжал занимать руководящие посты на этом соревновании на протяжении трёх десятилетий. За это время турнир, испытывавший серьёзные финансовые трудности и находившийся на грани закрытия, переехал в Индиан-Уэллс и превратился в одно из центральных событий теннисного календаря. Его посещаемость выросла с 30 до более чем 370 тысяч зрителей — пятый показатель среди всех теннисных соревнований после четырёх Турниров Большого шлема, и в настоящее время это крупнейший совместный турнир АТР и Женской теннисной ассоциации (WTA). В 2012 году Пасарелл расстался с турниром в Индиан-Уэллс, чтобы посвятить себя развитию курортного объекта в Пуэрто-Рико.
Чарли Пасарелл также был членом тренерской группы АТР, работавшей в Китае в 1979 году, и вёл с другим бывшим профессионалом, Лито Альваресом, колонку на испанском языке в журнале International Tennis Weekly. Совокупность его заслуг в развитии тенниса принесла ему в 2013 году место в списках Международного зала теннисной славы.